# Ignacio Retes
José Ignacio Retes Guevara (Ciudad de México, 13 de noviembre de 1918 - 23 de abril de 2004) fue un dramaturgo, actor de cine, teatro y televisión, director y escritor mexicano. Dos veces ganador del Premio Ariel.

## Biografía
Estudió en la Facultad de Filosofía y Letras de la Universidad Nacional Autónoma de México en los años 30, en donde pudo encontrarse con otros dramaturgos y directores destacados de la época como Rodolfo Usigli, Seki Sano y José Revueltas. 
Fundó el Teatro Universitario de San Luis Potosí en 1937 y la compañía teatral La linterna mágica con trabajadores y trabajadoras del Sindicato Mexicano de Electricistas. Con Usigli fundaría la compañía Teatro de medianoche (en alusión al tiempo libre que tenían ambos para colaborar en ella); con Sano trabajaría como asistente. En 1950 debutó como director con Los cuadrantes de la soledad de José Revueltas, que alcanzó las 100 interpretaciones. Dicho montaje contó, además, con escenografía diseñada por Diego Rivera.
En 1944 escribió su primera obra teatral, El día de mañana. Como actor de cine, debutó en los años 50 y fue dirigido por directores como Jorge Fons, Felipe Cazals, Jaime Humberto Hermosillo, Sergio Olhovich y Arturo Ripstein. En su papel como guionista de cine escribió los scripts de películas como Noches de angustia y Viaje al paraíso, entre otras. También fue funcionario público, siendo director de los teatros del Instituto Mexicano de Seguro Social (IMSS), en donde promovió la construcción masiva de teatros públicos, alcanzando 38 recintos. En los años 60 colaboró de cerca con el escritor Vicente Leñero, con el que realizó diversas obras como la versión teatral de Los albañiles y de Los hijos de Sánchez, entre otras.
El Teatro Hidalgo-Ignacio Retes de la Ciudad de México lleva el nombre del actor desde 2006.

## Trayectoria

### Como actor de cine
- Dicen que soy comunista (Alejandro Galindo, 1955)
- Doña Perfecta (Alejandro Galindo, 1951)
- La vida tiene tres días (Emilio Gómez Muriel, 1955)
- Los desalmados (Rubén Galindo, 1971)
- Chin chin el Teporocho (Gabriel Retes, 1976)
- Flores de papel (Gabriel Retes, 1977)
- El reventón (Archibaldo Burns, 1977)
- Cuartelazo (Alberto Isaac, 1977)
- La casta divina (Julián Pastor, 1977)
- El tahúr (1979)
- El año de la peste (1979)
- Un hombre llamado el diablo (1983)

### Como director de cine
- Fuego cautivo (documental, 1955)
- Viaje al paraíso (1985)
- La ciudad al desnudo (1989)

## Premios y reconocimientos
- 1982 - Premio de la Asociación de Cronistas del Espectáculo de Nueva York por Papel Secundario en La tía Alejandra de Arturo Ripstein
- 1990 - Nominación al Premio Ariel por Mejor Argumento Original por La ciudad al desnudo
- 1998 - Premio Ariel al Mejor actor de cuadro en Por si no te vuelvo a ver de Juan Pablo Villaseñor